# 阿卜杜拉赫曼三世
阿卜杜拉赫曼三世（阿拉伯文：‎；西班牙文：Abderramán III，890年12月18日—961年10月15日）是科爾多瓦酋長國（又稱後奧瑪亞王朝）的第八任埃米爾（912年－929年）和首任哈里發（929年－961年）。他是後奧瑪亞王朝最偉大的統治者。他的稱號是納賽爾，意即為“常勝者”。
阿卜杜拉赫曼三世即位時，科爾多瓦埃米爾王國正因地方割據和柏柏尔人的叛亂而陷入危機，埃米爾的權力被大大削弱。阿卜杜拉赫曼三世立刻重申倭馬亞家族對整個伊斯蘭教大區西班牙的最高權威，繼而向有獨立傾向的各大行省總督與各大部落酋長們公開宣戰。他和這些封建豪強，尤其是著名的歐麥爾·伊本·哈夫松的後代們斷斷續續進行了長達三十年的政教鬥爭。932年，他攻克了最後一個拒不投降的反叛城市托萊多，從而再次統一了後倭馬亞王朝的領土。
大約在同一時期，阿卜杜拉赫曼三世建立了一支在地中海上無人能敵的艦隊。931年，他从统治北非的法蒂瑪王朝手中奪取了摩洛哥。他也向北方的諸基督教王國，例如萊昂和納瓦拉時常炫耀其軍事武力，震懾其他任何國家收復領土的企圖。在幾次打敗了萊昂和納瓦拉王國的軍隊後，阿卜杜拉赫曼三世迫使各基督教國家自955年起向他正式納貢朝拜。另外，他與歐洲其他基督教國家保持了正常關係，例如和拜占庭帝國皇帝羅曼努斯二世及神聖羅馬帝國皇帝奥托一世互派使節。
阿卜杜拉赫曼三世在929年開始公然使用哈里發的稱號，從而徹底地與世仇阿拔斯王朝分庭抗禮。就像和許多穆斯林統治者一樣，他組建了一支絕對效忠於他本人的奴隸禁衛軍薩卡里巴，其成員主要是來自斯拉夫民族。禁衛軍如同哈里發的貼身保鏢，能就近與王室成員住在一起。
阿卜杜拉赫曼三世留下最輝煌的遺產是經他多方改造的科爾多瓦城。他建造了清真寺等一系列宏偉建築。在科爾多瓦近郊，阿卜杜拉赫曼三世修建了豪華的行宮“札赫拉”。科爾多瓦長期是歐洲最大的商業城市與文化藝術中心，可以和阿拔斯王朝的都城巴格達相互媲美。

## 资料来源
- 苏联历史百科全书·人物卷，1961~1973

| 阿卜杜拉赫曼三世 後伍麥亞王朝出生于：890年12月18日逝世於：961年10月15日 | 阿卜杜拉赫曼三世 後伍麥亞王朝出生于：890年12月18日逝世於：961年10月15日 | 阿卜杜拉赫曼三世 後伍麥亞王朝出生于：890年12月18日逝世於：961年10月15日 |
| 統治者頭銜                                                              | 統治者頭銜                                                              | 統治者頭銜                                                              |
| ----------------------------------------------------------------------- | ----------------------------------------------------------------------- | ----------------------------------------------------------------------- |
| 前任： 阿卜杜勒·伊本·穆罕默德                                           | 科爾多瓦埃米爾 912年－929年                                             | 繼任者： 使用哈里發稱號                                                 |
| 新頭銜                                                                  | 科爾多瓦哈里發                                                          | 繼任者： 哈卡姆二世                                                     |